# A férfi távolugrás világrekordjának fejlődése
A férfi távolugrás világcsúcsait 1901 óta tartja nyilván a Nemzetközi Atlétikai Szövetség. A jelenlegi világcsúcsot Mike Powell tartja 1991 óta 895 centiméterrel.

## Férfiak
| Hossz | Atléta                       | Helyszín    | Dátum                |
| ----- | ---------------------------- | ----------- | -------------------- |
| 7,61  | Peter O'Connor (GBR)         | Dublin      | 1901. augusztus 5.   |
| 7,69  | Edwin Gourdin (USA)          | Cambridge   | 1923. július 23.     |
| 7,76  | Robert LeGendre (USA)        | Párizs      | 1924. július 7.      |
| 7,89  | William DeHart Hubbard (USA) | Chicago     | 1925. június 13.     |
| 7,90  | Ed Hamm (USA)                | Cambridge   | 1928. július 7.      |
| 7,93  | Silvio Cator (HAI)           | Párizs      | 1928. szeptember 9.  |
| 7,98  | Nambu Csuhei (JPN)           | Tokió       | 1931. október 27.    |
| 8,13  | Jesse Owens (USA)            | Ann Arbor   | 1935. május 25.      |
| 8,21  | Ralph Boston (USA)           | Walnut      | 1960. augusztus 12.  |
| 8,24  | Ralph Boston (USA)           | Modesto     | 1961. május 27.      |
| 8,28  | Ralph Boston (USA)           | Moszkva     | 1961. július 16.     |
| 8,31  | Igor Ter-Ovaneszjan (URS)    | Jereván     | 1962. június 10.     |
| 8,31  | Ralph Boston (USA)           | Kingston    | 1964. augusztus 15.  |
| 8,34  | Ralph Boston (USA)           | Los Angeles | 1964. szeptember 12. |
| 8,35  | Ralph Boston (USA)           | Modesto     | 1965. május 29.      |
| 8,35  | Igor Ter-Ovaneszjan (URS)    | Mexikóváros | 1967. október 19.    |
| 8,90  | Bob Beamon (USA)             | Mexikóváros | 1968. október 18.    |
| 8,95  | Mike Powell (USA)            | Tokió       | 1991. augusztus 30.  |